# Joshua Knobe

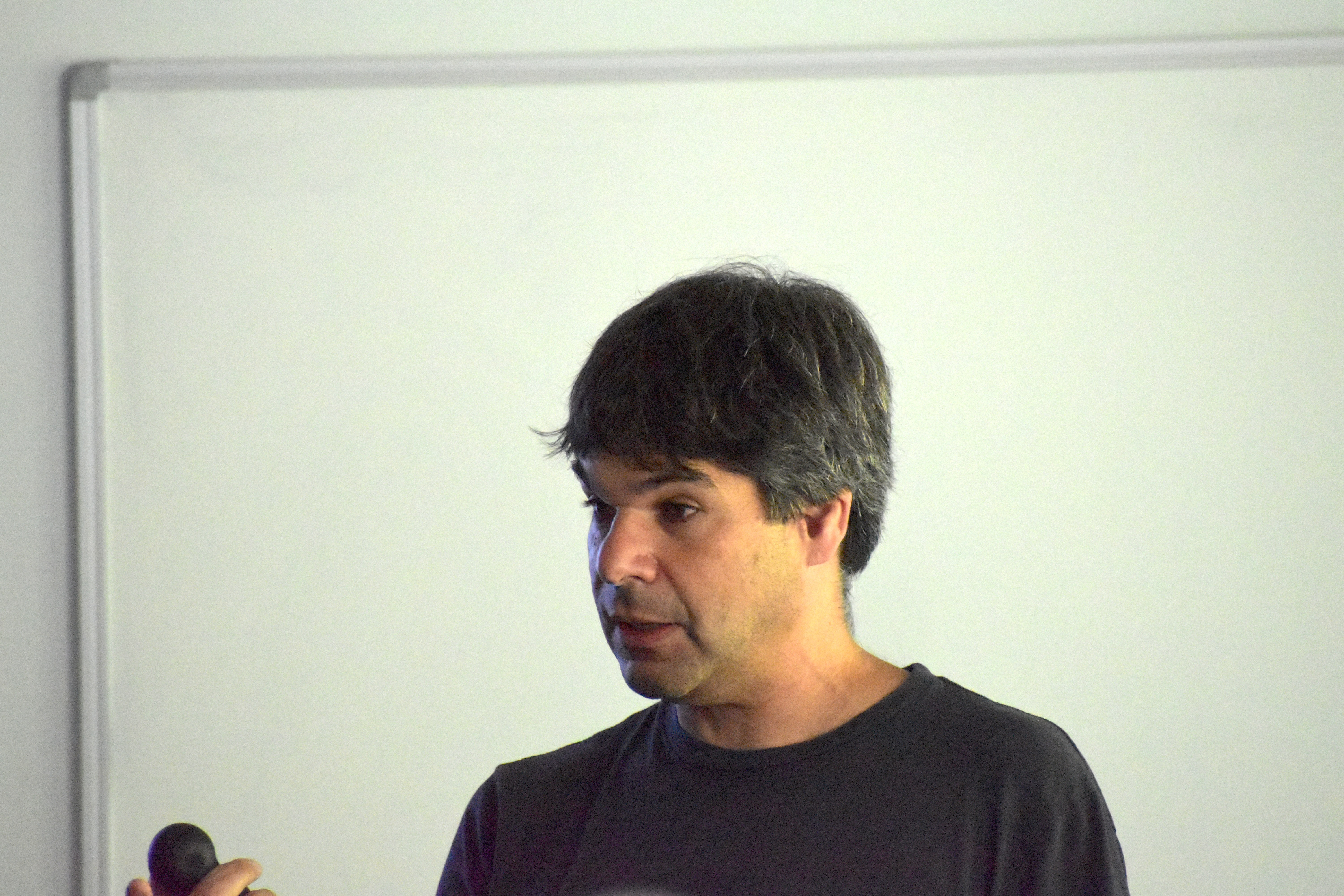
Joshua Knobe 2025 auf der 5. European Experimental Philosophy Conference

Joshua Michael Knobe (* 9. April 1974 in Massachusetts) ist ein US-amerikanischer Moralphilosoph und Vertreter der Experimentellen Philosophie.

## Leben
Joshua Knobe schloss 1996 das Philosophiestudium an der Stanford University mit einem B.A. ab, er wurde im Jahr 2006 an der Princeton University, wo er unter anderem bei Gilbert Harman arbeitete, promoviert. Anschließend war er Assistenzprofessor für Philosophie an der University of North Carolina at Chapel Hill. Seit 2011 ist er Associate Professor für Philosophie an der Yale University und dort zusätzlich im Projekt für Kognitionswissenschaft tätig. Seine Forschungsschwerpunkte sind Experimentelle Philosophie, Kognitionswissenschaft und Moralpsychologie. In seiner Dissertation beschrieb er, was als Knobe Effect in die Literatur einging.
Knobes publikumswirksame Arbeiten werden in der US-amerikanischen Presse, so in The New York Times und Slate, diskutiert, er schreibt außerdem bei bloggingheads.tv und auf dem Experimental Philosophy Blog. Mit Knobe habe die Gegenwartsphilosophie ihren „Biss“ (Richard Marshall, 2011) zurückgewonnen.
Knobe lebt mit der Liedermacherin Alina Simone und einer Tochter in Brooklyn.

## Der Knobe-Effekt
Der Knobe-Effekt bezeichnet die Tendenz, die schlechte Nebenwirkung einer Handlung als absichtlich herbeigeführt zu beurteilen, hingegen die gute Nebenwirkung einer Handlung als nicht-absichtlich. Knobe führte 2003 für seine Dissertation ein philosophisches Experiment durch. Teilnehmer erhielten ein Szenario, demzufolge dem CEO eines Unternehmens ein Plan vorgelegt wird, der den Profit erhöht und der Umwelt schadet. Der CEO entscheidet sich für den Plan, ausschließlich aus dem Grund der Profiterhöhung, und gibt an, sich nicht für die Umwelt zu interessieren. Anschließend wurden die Teilnehmer befragt, ob der CEO hier der Umwelt absichtlich geschadet habe und 82 % der Befragten antworteten mit „Ja“. Im nächsten Szenario wurde dem CEO ein Plan zur Erhöhung des Profits vorgelegt, welcher zugleich gut für die Umwelt ist. Auch hier entscheidet sich der CEO für den Plan, ausschließlich aus dem Grund der Profiterhöhung, und gibt an, sich nicht für die Umwelt zu interessieren. Befragt, ob der CEO absichtlich etwas Gutes für die Umwelt getan habe, bejaten dies nur 23 %. Knobe schloss daraus, dass moralische Bewertungen einen Einfluss darauf haben, ob Handlungen als absichtlich beurteilt werden.

## Schriften (Auswahl)
- mit Shaun Nichols (Hrsg.): Experimental Philosophy. Volume 2. Oxford University Press, New York 2014.
- Person as Scientist, Person as Moralist, in: Fritz Allhoff; Ron Mallon; Shaun Nichols (Hrsg.):  Philosophy : traditional and experimental readings. Oxford Univ. Press, New York 2013, S. 272–279.
- Experimental Philosophy, in: Eric Margolis u. a. (Hrsg.): The Oxford handbook of philosophy of cognitive science. Oxford Univ. Press, Oxford 2012, S. 528–543
- mit C. Hitchcock: Cause and Norm, in: Journal of Philosophy, 106, 2009, S. 587–612.
- mit Sean D. Kelly: Can One Act for a Reason without Acting Intentionally? In: C. Sandis (Hrsg.): New Essays on the Explanation of Action. Palgrave Macmillan, Basingstoke 2009, S. 169–183.
- mit Shaun Nichols (Hrsg.): Experimental Philosophy. Oxford University Press, New York 2008.
- mit Ben Fraser: Causal Judgement and Moral Judgement: Two Experiments. In: Moral psychology. 2. The cognitive science of morality : intuition and diversity. MIT Press, Cambridge, Mass. 2008, S. 309–324. (über Jon Driver)
- mit Shaun Nichols: Moral Responsibility and Determinism: The Cognitive Science of Folk Intuitions, in: Nous, 41, 2007, S. 663–685.
  - mit Shaun Nichols: Moralische Verantwortung und Determinismus: Die Kognitionswissenschaft der Alltagsintuitionen, in: Thomas Grundmann u. a. (Hrsg.): Die experimentelle Philosophie in der Diskussion. Suhrkamp, Berlin 2014, S. 102–135.
- Reason Explanation in Folk Psychology, in: Peter A. French u. a. (Hrsg.): Philosophy and the empirical. Blackwell Publ., Boston, Mass. 2007, S. 90–106.
- The Concept of Intentional Action: A Case Study in the Uses of Folk Psychology, in: Philosophical Studies. 130, 2006, S. 203–231.
- Folk Psychology, Folk Morality. Dissertation. Princeton University, 2004.
- Intentional Action and Side Effects in Ordinary Language, in: Analysis, 63, 2003, S. 190–193.
  - Absichtliches Handeln und Nebeneffekte in der Alltagssprache, in: Thomas Grundmann u. a. (Hrsg.): Die experimentelle Philosophie in der Diskussion. Suhrkamp, Berlin 2014, S. 96–101.
- Intentional Action in Folk Psychology: An Experimental Investigation, in: Philosophical Psychology, 16, 2003, S. 309–324.